# Androsace lanuginosa
Androsace lanuginosa är en viveväxtart som beskrevs av Nathaniel Wallich. Androsace lanuginosa ingår i släktet grusvivor, och familjen viveväxter. Inga underarter finns listade i Catalogue of Life.